# Herbert Burgess
Herbert Larry Burgess (Manchester, 1883. február 25. – 1954) angol válogatott labdarúgó, hátvéd, majd edző.

## Mérkőzései az angol válogatottban
| #  | Dátum             | Ellenfél       | Eredmény | Kiírás              | Esemény |
| -- | ----------------- | -------------- | -------- | ------------------- | ------- |
| 1. | 1904. február 29. | Wales          | 2 – 2    | barátságos mérkőzés |         |
| 2. | 1904. március 12. | Észak-Írország | 3 – 1    | barátságos mérkőzés |         |
| 3. | 1904. április 9.  | Skócia         | 1 – 0    | barátságos mérkőzés |         |
| 4. | 1906. április 7.  | Skócia         | 1 – 2    | barátságos mérkőzés |         |

## Sikerei, díjai

### Játékosként
Manchester City FC:
- FA-kupa győztes: 1903–04

Manchester United FC:
- Angol labdarúgó-bajnokság bajnok: 1907–08

### Edzőként
MTK Budapest FC:
- Magyar labdarúgó-bajnokság bajnok: 1921–22

AS Roma:
- Olasz labdarúgó-bajnokság második: 1930–31

## Fordítás
- Ez a szócikk részben vagy egészben  a   Herbert Burgess című angol Wikipédia-szócikk fordításán alapul.  Az eredeti cikk szerkesztőit annak laptörténete sorolja fel. Ez a jelzés csupán a megfogalmazás eredetét és a szerzői jogokat jelzi, nem szolgál a cikkben szereplő információk forrásmegjelöléseként.